# Escribano Mechanical & Engineering
Pour les articles homonymes, voir Escribano.
Escribano Mechanical & Engineering est une entreprise de l'armement espagnole fondée par Ángel Escribano en 1989 et ayant son siège à Alcalá de Henares.

## Description
Elle est active dans les secteurs aérospatiaux et de la défense.

## Histoire
A la fin des années 2010, elle commence la conception et la fabrication de la tourelle du véhicule Dragon (véhicule blindé).
En 2023, elle rachète 3% du capital d'Indra Sistemas.

## Produits
- Véhicule d'appui chenillé (Tourelle (armement))
- SILAM (LRM)
- Dragon (véhicule blindé)  (Tourelle (armement))
- THeMIS, intégration de leur système électro-optique OTEOS dans ce drone terrestre[6].

## Projets
- Programme Sigilar[7].